# 科学大道 (合肥)
科学大道，是中国安徽省合肥市的一条南北向干道，北起长江西路，南至梧桐路，隔 合肥绕城高速与石楠路相望，全长5.5公里，定名于1997年。科学大道经过黄山路、望江西路、合欢路、习友路等道路。沿路有天乐公园、合肥高新心血管病医院、习友路小学等。